# Indigene amerikanische Sprachen

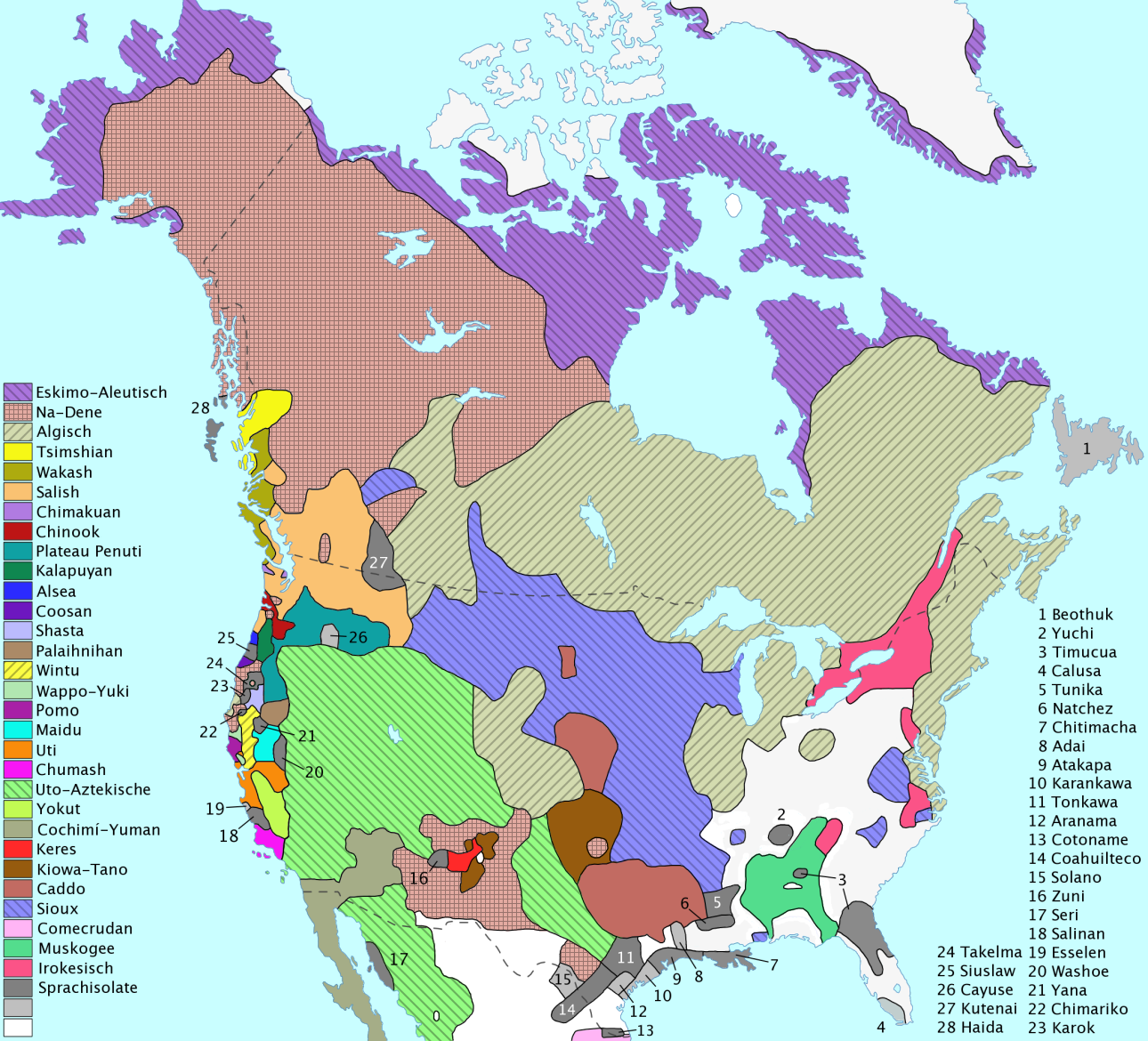
Verbreitungsgebiete der indigenen Sprachen Nordamerikas vor der Kolonialisierung

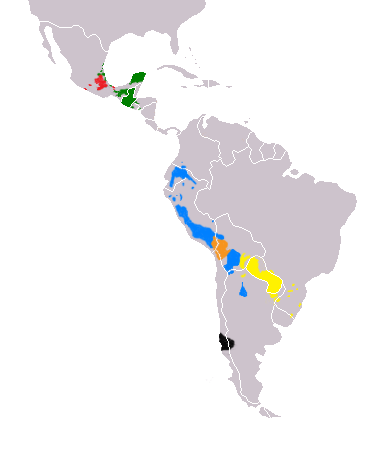
Indigene amerikanische Sprachen mit mindestens einer halben Million Sprecher:
Quechua
Guaraní
Aymara
Nahuatl
Maya-Sprachen
Mapudungun Nicht berücksichtigt auf dieser Karte ist das Wayuunaiki mit mehreren hunderttausend Sprechern auf der Guajira-Halbinsel, der nördlichsten Spitze des südamerikanischen Festlandes

Die indigenen amerikanischen Sprachen sind die Sprachen der Ureinwohner Amerikas von den heutigen Staaten bzw. Gebieten Kanada, USA und Grönland über Mexiko und Zentralamerika, die Karibik bis hin zur südlichen Spitze von Südamerika. Sie bestehen aus Dutzenden von eindeutigen Sprachfamilien sowie vielen isolierten Sprachen. Vorschläge, diese in übergeordnete Familien zu gruppieren, wurden von einigen Linguisten unterbreitet, sind aber nicht allgemein anerkannt worden. Als letzte Darstellung der sprachlichen Verwandtschaften auf dem amerikanischen Kontinent, die allgemeine Zustimmung gefunden hat, gilt die Klassifikation von Voegelin & Voegelin (1965). Seither haben sich die Meinungsunterschiede von denjenigen, die von wenigen Großfamilien ausgehen („lumpers“) und denjenigen, welche viele verschiedene Sprachfamilien annehmen („splitters“) in der Fachwelt eher verschärft, als dass sie kleiner geworden wären.

## Hintergrund

### Die Besiedlungsgeschichte Amerikas
Traditionell wurde bisher angenommen, dass die ältesten erhaltenen menschlichen Spuren in Amerika der Clovis-Kultur entstammen, d. h., dass der amerikanische Kontinent vor rund 10.000 bis 12.000 Jahren über die damals zugefrorene Beringstraße besiedelt wurde. Ausgrabungen und Datierungen aus dem Jahr 2021 von fossilen Fußabdrücken im White-Sands-Nationalpark – denen ein Alter von rund 20.000 Jahren zugeschrieben wurde – stellen die bisherige These, dass dies die Erstbesiedlung war, in Frage, ohne dass sich bisher in der Fachwelt eine andere Besiedlungsgeschichte hätte durchsetzen können.
In molekularbiologischer Hinsicht weist nach aktuellen Untersuchungen die mitochondriale DNA der indigenen Amerikaner vier Linien, Haplogruppen auf (A, B, C, D), die auf anderen Kontinenten nur in Asien zu finden sind. Dies stützt die frühere These der Einwanderung über die Beringstraße. Eine weitere, X genannte mitochondriale DNA-Linie der indigenen Amerikaner findet sich heute vorwiegend in Indien, selten auch in Europa.
Daneben weist das Gebiss indigener Amerikaner und das von Asiaten Gemeinsamkeiten auf, die sich anderswo nicht finden. Zwei Gruppierungen der indigenen Amerikaner zeigen zudem eigene Untercharakteristika im Gebissbau, nämlich die Na-Dené und die Eskimo-Aleuten. Beide gelten auch aufgrund ihrer abweichenden Sprachen als spätere Einwanderer, nachdem der amerikanische Kontinent bereits besiedelt war.
Schließlich ist auch den erhaltenen Schriftzeugnissen in Mittelamerika, den mündlich überlieferten Stammeserzählungen und den Berichten von Europäern aus der frühen Neuzeit zu entnehmen, dass seit der Landnahme Amerikas durch die indianischen Vorfahren immer wieder über weite Strecken Bevölkerungsbewegungen erfolgten. In geografisch abgeschirmten Gegenden (Gebirge, Urwald, Inseln) konnten sich aufgrund des nur langsamen Bevölkerungsaustausches auch kleinräumig große sprachliche Unterschiede einstellen. Erste Entlehnungen aus europäischen Sprachen in indigene Sprachen, hauptsächlich Kulturwörter, erfolgten dabei bereits im 16. Jahrhundert. Entsprechende Entlehnungen aus einheimischen Elitesprachen dürften davor auch im Bereich der früheren indigenen Großreiche Mittel- und Südamerikas vorgekommen sein.

### Schriftsysteme
Die ältesten einheimischen schriftlichen Zeugnisse indigener amerikanischer Sprachen stammen von den Olmeken in Mittelamerika und werden auf ca. 900 v. Chr. datiert. Hier entwickelten sich auch weitere einheimische Schriften, insbesondere die der Zapoteken, Epiolmeken, Maya, Teotihuacanos, Mixteken und Azteken. Dabei bestand eine Variationsbreite zwischen noch rein logografischer Schrift bis zu einer weitgehend phonetischen Schrift. Die geschriebenen Sprachen decken einen Zeitraum von rund 2000 Jahren ab. Deren Entzifferung ist heute unterschiedlich weit fortgeschritten. Die überlieferten Texte sind in jedem Fall sprachhistorisch und allgemein historisch von außerordentlich hoher Bedeutung für das Verständnis der geschichtlichen Entwicklung. Dies gilt insbesondere, da die Schriftsysteme aus unterschiedlichen Sprachfamilien stammen: Zapotekisch und Mixtekisch (Oto-Mangue), Aztekisch (Uto-Aztekisch) und Maya (Makro-Maya). Früheste Überlieferungen indigener amerikanischer Sprachen stammen aus dem 16. Jahrhundert von den nach der Eroberung nachziehenden christlichen Missionaren. Sie sind allerdings auch für die Zerstörung vieler einheimischer Kodizes aus blindwütigem Glaubenseifer auf die heidnischen Symbole verantwortlich.
In Südamerika entwickelten unabhängig von den europäischen Eroberern die Inka eine Ideenschrift aus Schnüren, die Khipu. Laut modernen Funden, konnte es auch vielleicht wie mesoamerikanische Schriften als eine Logographie gelten.
In Nordamerika bildeten sich erst unter dem Einfluss der Europäer bei einzelnen Indianerstämmen eigenständige Schriftsysteme, wie die verwandten Schriften der Cree und der Inuit und die von Sequoyah erfundene Schrift der Cherokee.
Alle verbliebenen einheimischen Schriften wurden schließlich von den europäischen Schriften, d. h. dem kyrillischen Alphabet (Aleutisch) und heute weitgehend allein von dem lateinischen Alphabet verdrängt. Die einzige Ausnahme bilden die aus der Cree-Schrift weiterentwickelte und auf weitere Völker ausgedehnte „kanadische indigene Schrift“ (engl. Canadian Aboriginal Symbols). Allerdings sind auch heute noch viele der indigenen amerikanischen Sprachen nie verschriftet oder gar angemessen linguistisch erfasst worden. Letzteres gilt insbesondere für Südamerika.

### Linguistische Grobübersicht
Aus linguistischer Sicht sind über die Ausbreitung von Sprachen und deren Datierung bei solchen Zeittiefen bisher wenige Aussagen möglich. Allerdings sind Na-Dené und Eskimo-Aleutisch auch linguistisch als eigene Sprachfamilien weitgehend anerkannt. Unklarer ist bei diesen beiden Gruppen lediglich, welches ihre nächsten Verwandten sind.
Kontrovers ist in der Fachwelt aber die Verwandtschaft und Untergliederung der übrigen Sprecher und ihrer Sprachen. Während die sogenannten „lumpers“ mit omnikomparativistischen Methoden wie der von Greenberg von einer einzigen Sprachfamilie Amerind ausgehen, postulieren die das andere Extrem bildenden „splitters“ wie Dixon (1999) und Campbell rund 200 isolierte Sprachen und Sprachfamilien, d. h. mehr als in der gesamten übrigen Welt. Letztere Vertreter gehen auf dem Hintergrund des Proto-Indoeuropäischen vs. Indoeuropäischen auch davon aus, dass über mehr als 5000 bis 8000 Jahre zurück keine gesicherten Verwandtschaftsbeziehungen mehr zwischen heutigen Sprachen nachgewiesen werden können.
Die einzige allgemein anerkannte Sprachfamilie, die sich beiderseits der Beringstraße findet, ist die eskimo-aleutische.

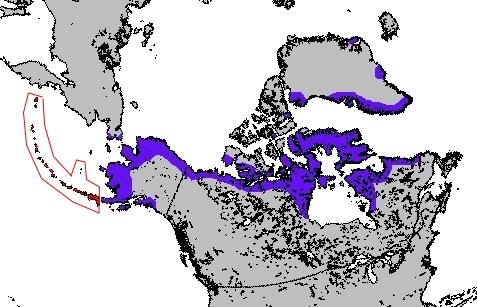
Verbreitung der eskimo-aleutischen Sprachen

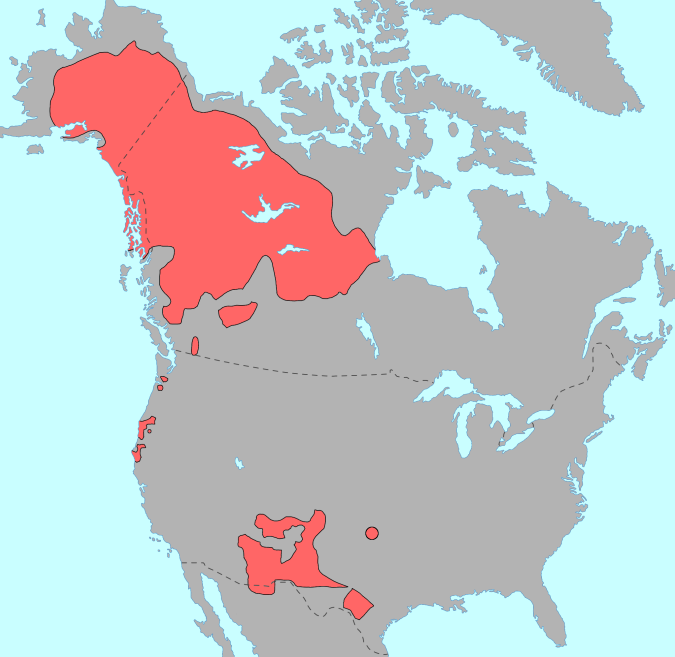
Verbreitung der Na-Dené-Sprachen

Zusammenhänge zwischen den Na-Dené- und den jenisseischen Sprachen sind nach neueren Forschungen von Vajda und Werner zumindest erwägenswert. Seit etwa 1920 gab es seitens des Amerikanisten Edward Sapir und einiger seiner Schüler die Theorie einer genetischen Verwandtschaft des Sinotibetischen mit den nordamerikanischen Na-Dené-Sprachen, die in den 1980er Jahren von Sergei Anatoljewitsch Starostin und anderen zur „sino-kaukasischen“ und schließlich zur „dene-kaukasischen Hypothese“ erweitert wurde.
Sapir war von einer genetischen Verwandtschaft der Na-Dené-Sprachen mit dem Sinotibetischen überzeugt. In einem Brief an den Amerikanisten Alfred Kroeber schrieb er 1921:

“If the morphological and lexical accord which I find on every hand between Nadene and Indo-Chinese (gemeint ist Sinotibetisch) is accidential, then every analogy on God’s earth is an accident.”

Greenberg fasst Eskimo-Aleutisch mit einigen anderen nord-eurasiatischen Sprachen wie Indogermanisch, Uralisch und Altaisch in der Makro-Sprachfamilie „Eurasiatisch“ zusammen.
Nach der Ankunft von Christoph Columbus in Amerika 1492 wurden von europäischen Siedlern Spanisch, Englisch, Portugiesisch, Französisch und Niederländisch nach Amerika gebracht und sind heutzutage als amtliche Sprachen der unabhängigen Staaten Amerikas festgelegt, obgleich Bolivien, Paraguay, Ecuador und Peru eine oder mehrere indigene amerikanische Sprachen als amtliche Sprache zusätzlich zum Spanischen anerkannt haben. Aus europäischen Sprachen entwickelten sich in Amerika auch einige Kreolsprachen.
Die Haltung der meisten europäischen Eroberer und ihrer Nachfolger hinsichtlich der indigenen amerikanischen Sprachen reichte von gutartiger Vernachlässigung bis zu aktiver Unterdrückung.
Jedoch predigten die spanischen Missionare den Indigenen in deren Sprachen. Sie verbreiteten zum Beispiel Quechua über dessen ursprünglichen geografischen Bereich hinaus. Indigene amerikanische Sprachen schwanken stark in der Zahl der Sprecher, von Quechua, Aymara, Guaraní und Nahuatl mit Millionen aktiver Sprecher auf der einen Seite und einer Vielzahl von Sprachen mit nur einer Handvoll älterer Sprecher auf der anderen. Viele der indigenen amerikanischen Sprachen sind vom Aussterben bedroht, andere sind bereits ausgestorben.
Auch viele inzwischen ausgestorbene nordamerikanische Sprachen gelten wahrscheinlich nur deshalb als isolierte Sprachen, weil infolge einer dürftigen Dokumentation deren Klassifizierung kaum möglich ist, oder aber auch deshalb, weil etwaige Verwandte – unter Umständen noch in historischer Zeit, nach der Ankunft der Europäer – ausstarben, bevor sie aufgezeichnet werden konnten. Allerdings sind Sprachfamilien auf dem amerikanischen Kontinent grundsätzlich (meistens – mit einigen bedeutsamen Ausnahmen) vergleichsweise klein, vor allem in Gebieten mit einer hohen Bevölkerungsdichte wie an der Westküste Nordamerikas. Dazu haben sich viele eng verwandte Sprachgruppen (einige Gebiete bestanden aus großflächigen Kontinua eng verwandter Varietäten) wahrscheinlich – und in manchen Fällen auch aus historischen Quellen nachweisbar – erst relativ kurz vor oder sogar erst nach dem Beginn der Erforschung durch die Europäer weiter ausgebreitet. Somit ist der amerikanische Doppelkontinent historisch von einer bemerkenswerten Fülle und Vielzahl an Sprachen und Sprachfamilien gekennzeichnet, und einer verwirrenden Vielfalt sowohl phylogenetisch (im Hinblick auf Sprachverwandtschaft und Zahl der Familien) als auch typologisch (hinsichtlich der Oberflächenstruktur, was Lautsystem und Grammatik betrifft). In einem Aufsatz beschrieb Johanna Nichols dieses kleinteilige sprachgeographische Muster als typisch für (vor allem sesshafte) Stammesgesellschaften vor der Herausbildung von Flächenstaaten oder Imperien, abhängig von geographischen und klimatischen Bedingungen und durch sie ermöglichten Bevölkerungsdichten.

## Klassifikationen

### Die konsensuale Gliederung nach Voegelin & Voegelin (1965)

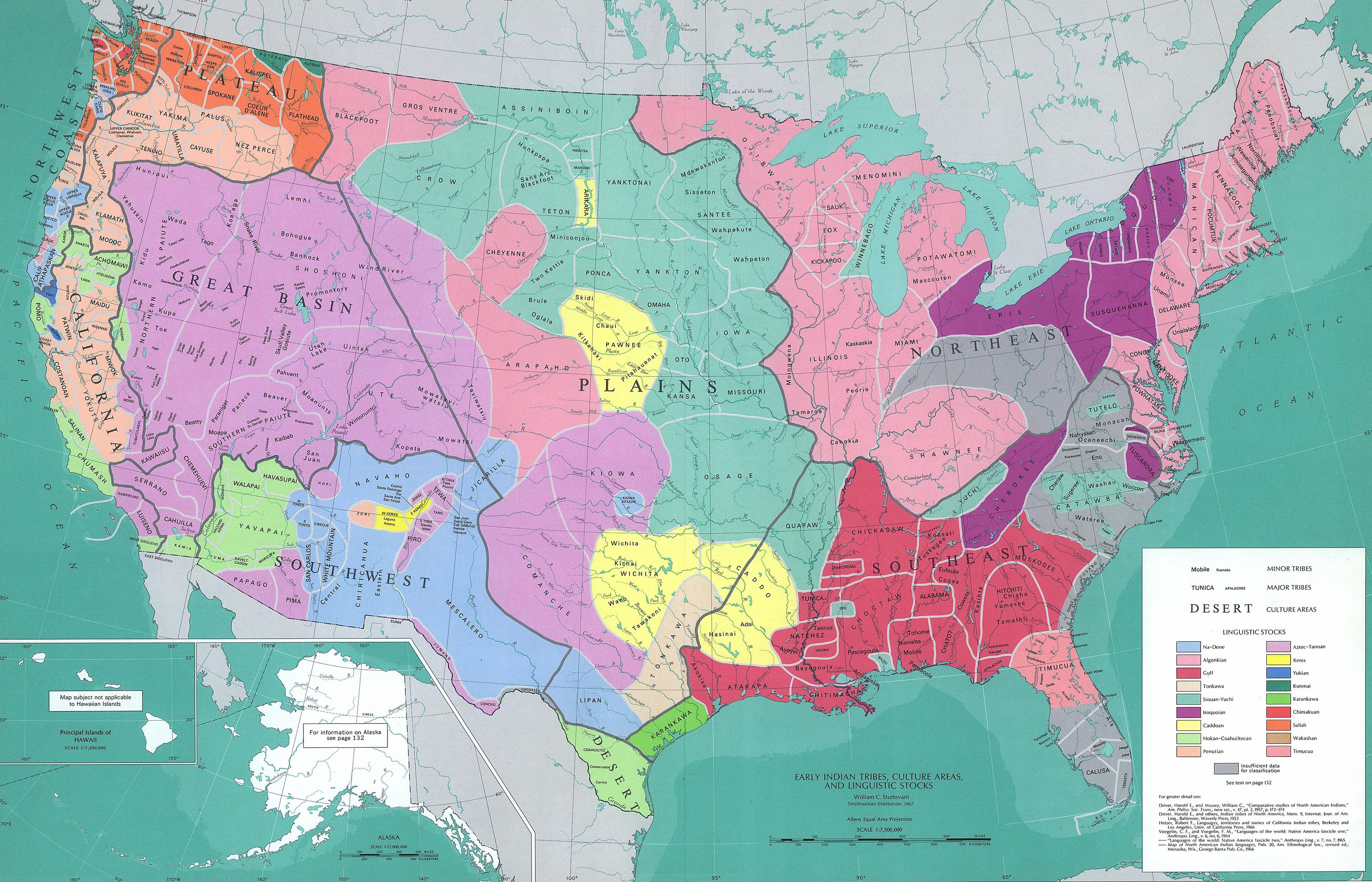

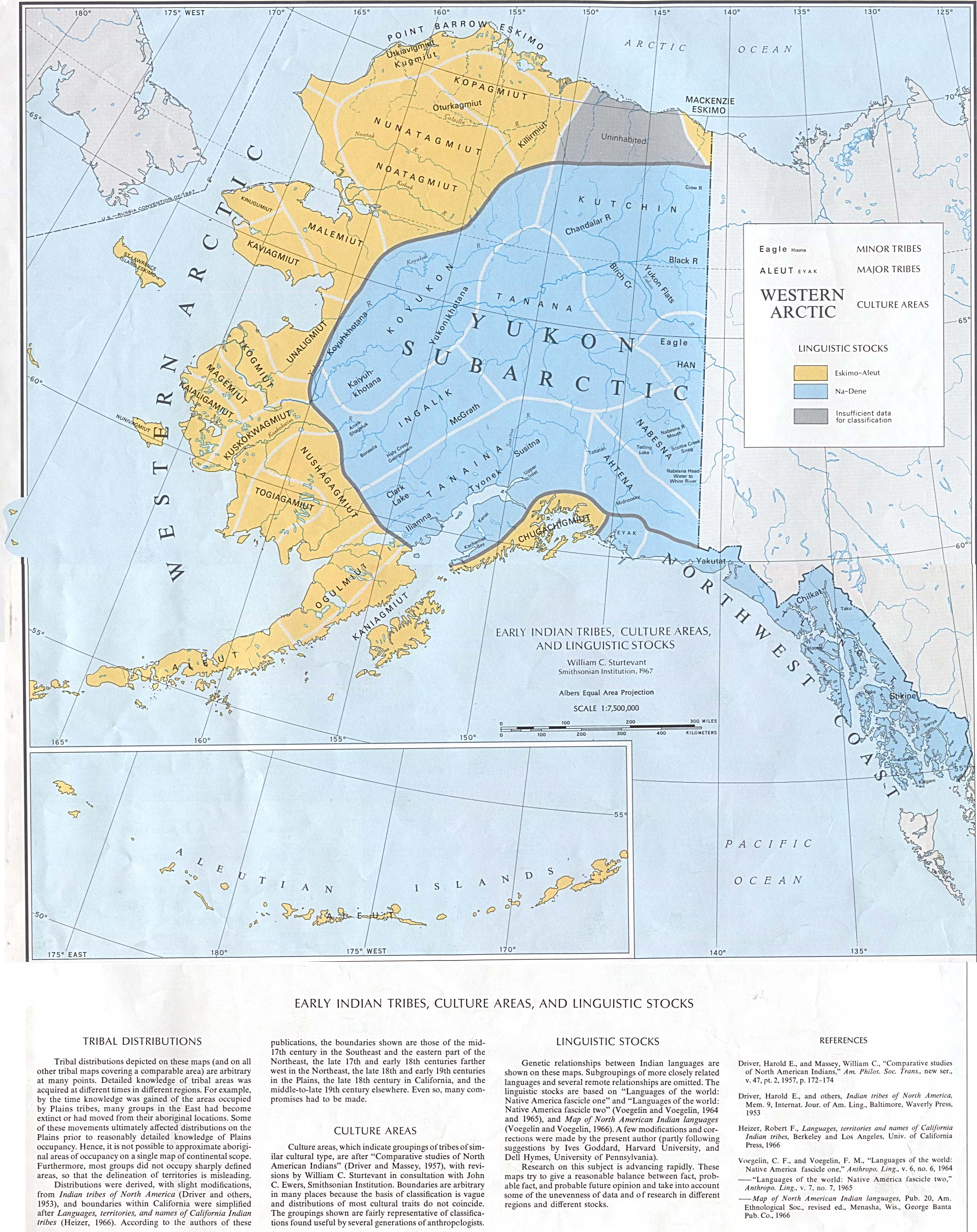

Die Klassifikation nach Voegelin & Voegelin (1965) war das Resultat einer Konferenz amerikanischer Linguisten an der Indiana University im Jahre 1964. Diese Klassifikation umfasst 16 genetische Hauptgruppen:
| 1. Amerikanisch-Arktische Sprachen - Eskimo-Aleutisch - Tschuktscho-Kamtschadalisch (in Eurasien) 2. Na-Dené-Sprachen (mit heute postulierter genetischer Verbindung zu den jenisseischen Sprachen) - Athapaskisch - Tlingit - Haida 3. Makro-Algonkisch - Algonkisch - Yurok - Wiyot - Muskogee - Natchez - Atakapa - Chitimacha - Tunica - Tonkawa 4. Makro-Sioux - Sioux - Catawba - Irokesische Sprachen - Caddo - Yuchi 5. Hoka - Yuma - Seri - Pomo - Palaihniha - Shasta - Yana - Chimariko - Washo - Salinan - Karok - Chumash - Comecrudo - Coahuiltekisch - Esselen - Jicaque - Tlapanekisch - Tlequistlatekisch | 6. Penuti - Yokuts - Maidu - Wintuan - Miwok-Costanoa - Klamath-Modoc - Sahaptin-Nez Perce - Cayuse - Molale - Coos - Yakona - Takelma - Kalapuya - Chinook - Tsimshian - Zuñi - Mixe-Zoque - Maya - Chipaya-Uru - Totonakisch - Huave 7. Aztekisch-Tano - Kiowa-Tano - Uto-Aztekisch 8. Keres 9. Yuki 10. Beothuk 11. Kutenai 12. Karankawa 13. Chimakum 14. Salish 15. Wakash 16. Timucua |

Chumash, Comecrudo und Coahuiltekisch wurden mit Vorbehalt in Hoka aufgenommen, Esselen sogar nur mit starken Vorbehalten. Ebenfalls nur mit Vorbehalt wurden Tsimshian und Zuni in Penuti aufgenommen.

### Sprachfamilien und isolierte Sprachen nach Campbell und Mithun sowie Kaufmann

#### Südamerika
Obgleich sowohl Nord- als auch Mittelamerika Gebiete mit großer Sprachenvielfalt sind, hat Südamerika eine linguistische Verschiedenartigkeit, die mit ungefähr 350 noch existierenden Sprachen und geschätzten 1.500 Sprachen zur Zeit des ersten europäischen Kontaktes nur an wenigen Orten der Welt erreicht wird.
Die Klassifizierung der Sprachen in genetische Familien ist nicht so fortgeschritten wie in Nordamerika (dessen Sprachen in vielen Bereichen verhältnismäßig gut erforscht sind). Folglich sind viele Beziehungen zwischen Sprachen und Sprachfamilien ungeklärt und einige der vermuteten Beziehungen stehen auf wackeligem Grund.
Die Liste der Sprachfamilien und isolierten Sprachen ist ziemlich konservativ und basiert auf Campbell (1997). Viele der vorgeschlagenen (und häufig spekulativen) Gruppierungen der Familien können in Campbell (1997), Gordon (2005), Kaufman (1990, 1994), Key (1979) und Loukotka (1968) nachgelesen werden.

##### Sprachfamilien im Süden
1. Alacaluf (2) (Alacalufan)
2. Arawá (8) (Arauan, Arahuan, Arawán)
3. Araukanisch (2) (Araucanian, Mapudungu)
4. Arawakisch (Südamerika und Karibik) (60) (Arawakan, Arahuacan, Maipurean, Maipuran, Maipúrean)
5. Arutani-Sape (2)
6. Aymará (3) (Jaqi, Aru)
7. Barbacoa (6) (Barbacoan, Barbakóan)
8. Kawapana (2) (Cahuapanan, Jebero, Kawapánan)
9. Karibisch (29) (Carib, Pemón)
10. Catacao (Catacaoan, Katakáoan)
11. Chapacura-Wanham (9) (Chapacuran, Txapakúran, Chapakúran)
12. Charrúa (Charruan, Charrúan)
13. Chibcha (Mittelamerika und Südamerika) (22) (Chibchan)
14. Chimú (Chimuan)
15. Chocó (10) (Chocoan, Chokó)
16. Cholón (Cholonan)
17. Chon (2) (Patagonian)
18. Guajibo (4) (Guajiboan, Wahívoan)
19. Guaicurú (Guaykuruan, Waikurúan)
20. Harákmbut (2) (Tuyoneri)
21. Jirajara (3) (Jirajaran)
22. Jívaro (4) (Jivaroan, Hívaro)
23. Katukina (3) (Katukinan, Catuquinan)
24. Lule-Vilela (Lule-Viléran)
25. Makro-Ge (32) (Macro-Ge)
26. Makú (6)
27. Mascoy (5) (Mascoyan, Maskóian, Mascoian)
28. Mataco-Guaicurú (11)
29. Mosetén (Mosetenan, Mosetén)
30. Mura (4) (Muran)
31. Nambiquara (5) (Nambiquaran)
32. Otomaco (2) (Otomacoan, Otomákoan)
33. Páez (6) (Paezan, Páesan)
34. Pano-Tacana (30) (Pano-Tacanan, Pano-Takana, Pano-Tákanan)
35. Peba-Yagua (2) (Peba-Yaguan, Yaguan, Yáwan, Peban)
36. Puinave (Puinavean, Makú)
37. Quechua (46)
38. Sáliva (2) (Salivan)
39. Timote (2) (Timotean)
40. Tinigua (2) (Tiniguan, Tiníwan)
41. Tucano (25) (Tucanoan, Tukánoan)
42. Tupí (70)
43. Uru-Chipaya (2) (Chipaya-Uru)
44. Witoto (6) (Witotoan, Huitotoan, Bora-Witótoan)
45. Yanomam (4)
46. Zamuco (2) (Zamucoan)
47. Záparo (7) (Zaparoan, Sáparoan)

##### Sprachisolate oder nicht klassifizierte Sprachen im Süden
1. Aikaná (Brasilien: Rondônia)
2. Ahuaqué (auch Auaké, Uruak, Awaké)
3. Andoque (Kolumbien, Peru) (auch Andoke)
4. Arutani-Sapé (Brasilien, Venezuela)
5. Aushiri (auch Auxira)
6. Baenan (Brasilien: Bahia) (auch Baenán, Baenã)
7. Betoi (Kolumbien) (auch Betoy, Jirara)
8. Camsá (Kolumbien) (auch Sibundoy, Coche, Kamsá)
9. Cundoshi (auch Maina, Kundoshi)
10. Canichana (Bolivien) (auch Canesi, Kanichana)
11. Cayubaba (Bolivien)
12. Cofán (Kolumbien, Ecuador) (auch Kofán)
13. Cueva
14. Culle (Peru) (auch Culli, Linga, Kulyi)
15. Cunza (Chile, Bolivien, Argentinien) (auch Atacama, Atakama, Atacameño, Lipe, Kunsa)
16. Esmeralda (auch Takame)
17. Gamela (Brasilien: Maranhão)
18. Gorgotoqui (Bolivien)
19. Guamo (Venezuela) (auch Wamo)
20. Huamoé (Brasilien: Pernambuco)
21. Huarpe (auch Warpe)
22. Irantxe (Brasilien: Mato Grosso)
23. Itonama (Bolivien) (auch Saramo, Machoto)
24. Jotí (Venezuela)
25. Kaliana (auch Caliana, Cariana, Sapé, Chirichano)
26. Kapixaná (Brasilien: Rondônia) (auch Kanoé, Kapishaná)
27. Karirí (Brasilien: Paraíba, Pernambuco, Ceará)
28. Kaweskar (auch Alacaluf, Alakaluf, Kawaskar, Kawesqar, Qawasqar, Qawashqar, Halawalip, Aksaná, Hekaine, Chono, Caucau, Kaueskar, Aksanás, Kaweskar, Kawéskar, Kakauhau, Kaukaue)
29. Koayá (Brasilien: Rondônia)
30. Kukurá (Brasilien: Mato Grosso)
31. Leco (auch Lapalapa, Leko)
32. Maku (auch Macu)
33. Malibú (auch Malibu)
34. Mapudungun (Chile, Argentinien)
35. Matanawí
36. Mocana
37. Móvima (Bolivien)
38. Munichi (Peru) (auch Muniche)
39. Mutú (auch Loco)
40. Nambiquara (Brasilien: Mato Grosso)
41. Natú (Brasilien: Pernambuco)
42. Old Catío-Nutabe (Kolumbien)
43. Omurano (Peru) (auch Mayna, Mumurana, Numurana, Maina, Rimachu, Roamaina, Umurano)
44. Otí (Brasilien: São Paulo)
45. Palta
46. Pankararú (Brasilien: Pernambuco)
47. Panzaleo (Ecuador) (auch Latacunga, Quito, Pansaleo)
48. Puelche (auch Guenaken, Gennaken, Pampa, Pehuenche, Ranquelche)
49. Puquina (Bolivien)
50. Resígaro (Grenzgebiet zwischen Kolumbien und Peru)
51. Sabela (Ecuador, Peru) (auch Auca, Huaorani)
52. Sechura (auch Atalan, Sec)
53. Salumã (Brasilien)
54. Tairona (Kolumbien)
55. Tarairiú (Brasilien: Rio Grunde do Norte)
56. Taushiro (Peru) (auch Pinchi, Pinche)
57. Tequiraca (Peru) (auch Avishiri, Tekiraka)
58. Ticuna (Kolumbien, Peru, Brasilien) (auch Magüta, Tikuna, Tucuna, Tukna, Tukuna)
59. Trumai (Brasilien: Xingu, Mato Grosso)
60. Tuxá (Brasilien: Bahia, Pernambuco)
61. Urarina (auch Shimacu, Itukale)
62. Warao (Venezuela: Orinoco-Delta, Guyana) (auch Guarao)
63. Xokó (Brasilien: Alagoas, Pernambuco)
64. Xukurú (Brasilien: Pernambuco, Paraíba)
65. Yaghan/Yámana (Chile) (auch Yagan, Yahgan, Yaghan, Yamana, Yámana)
66. Yaruro (auch Jaruro)
67. Yuracaré (Bolivien)
68. Yurí (Kolumbien, Brasilien) (auch Jurí)
69. Yurumanguí (Kolumbien) (auch Yirimangi)

#### Mexiko und Zentralamerika

##### Sprachfamilien in Mexiko und Zentralamerika
1. Algisch (USA und Mexiko) (29) (Algic)
2. Chibcha (Zentralamerika und Südamerika) (22) (Chibchan)
3. Comecrudo (Texas und Mexiko) (3) (Comecrudan)
4. Guaicuri (8) (Guaicurian, Waikurian)
5. Jicaque (Jicaquean)
6. Lenca (Lencan)
7. Maya (31) (Mayan)
8. Misumalpa (Misumalpan)
9. Mixe-Zoque (19) (Mixe-Zoquean)
10. Na-Dené (USA und Mexiko) (40)
11. Otomangue (27) (Oto-Manguean)
12. Tequistlatekisch (3) (Tequistlatecan)
13. Totonakisch (2) (Totonacan)
14. Uto-Aztekisch (USA und Mexiko) (31) (Uto-Aztecan)
15. Xinca (Xincan)
16. Cochimí-Yuma (USA und Mexiko) (11) (Yuman-Cochimí)

##### Isolierte oder nicht klassifizierte Sprachen in Mexiko und Zentralamerika
1. Alagüilac (Guatemala)
2. Coahuiltekisch (USA: Texas; Nordosten Mexiko)
3. Cotoname (Nordosten Mexiko; USA: Texas)
4. Cuitlatekisch (Mexiko: Guerrero)
5. Huetar (Costa Rica)
6. Huave (Mexiko: Oaxaca)
7. Maratino (Nordosten Mexiko)
8. Naolan (Mexiko: Tamaulipas)
9. Quinigua (Nordosten Mexiko)
10. Seri (Mexiko: Sonora)
11. Solano (Nordosten Mexiko; USA: Texas)
12. Taraskisch (Mexiko: Michoacán) (auch Purépecha)

#### Kanada und USA
Nordamerikanische Sprachen im Norden Mexikos, in Kanada und den USA

### Klassifikation der indigenen Sprachen Amerikas nach Greenberg (1987)
Joseph Greenberg postuliert, dass alle indigenen Sprachen Amerikas – außer den zu Eskimo-Aleutisch und Na-Dené (inklusive Haida) gehörenden – Teil einer Makrofamilie mit dem Namen Amerind sind.
1. Nordamerikanisch
  1. Almosanisch-Keresiouanisch
    1. Almosanisch
      1. Algisch
      2. Kutenai
      3. Mosanisch
        1. Wakash
        2. Salish
        3. Chimakum

    2. Caddo
    3. Keres
    4. Sioux
    5. Irokesisch

  2. Penuti
    1. Kalifornisches Penuti
      1. Maidu
      2. Miwok-Costanoa
      3. Wintun
      4. Yokuts

    2. Chinook
    3. Mexikanisches Penuti (= Makro-Maya)
      1. Huave
      2. Maya
      3. Mixe-Zoque
      4. Totonakisch

    4. Oregon-Penuti
    5. Plateau-Penuti
    6. Tsimshian
    7. Yuki
    8. Golf
      1. Atakapa
      2. Chitimacha
      3. Muskogee
      4. Natchez
      5. Tunica

    9. Zuñi

  3. Hoka
    1. Kern-Hoka
      1. Nordgruppe
        1. Karok-Shasta
        2. Yana
        3. Pomo

      2. Washo
      3. Esselen-Yuma
      4. Salinan-Seri
      5. Waicuri
      6. Maratino
      7. Quinigua
      8. Tequistlatekisch

    2. Coahuiltekisch
      1. Tonkawa
      2. Kern-Coahuiltekisch
      3. Karankawa

    3. Subtiaba
    4. Jicaque
    5. Yurumangui
2. Zentral-Amerindisch
  1. Kiowa-Tano
  2. Oto-Mangue
  3. Uto-Aztekisch
  4. Zentralamerikanisch (andere Gruppen als Tlapanekisch (=Hoka))
3. Chibcha-Páez (mit zwei großen Unterfamilien)
  1. Timucua
4. Anden-Gruppe (mit zwei großen Unterfamilien)
5. Äquatorial-Tucano (mit zwei großen Unterfamilien)
6. Ge-Pano-Karibisch (oder Makro-Ge/Makro-Pano/Makro-Karibisch) (mit drei großen Unterfamilien)

### Weitere Klassifikationsvorschläge
Viele weitere Vorschläge zur Klassifikation der indigenen amerikanischen Sprachen liegen vor, wurden aber bisher nie durch tatsächliche Forschungsresultate bestätigt. Einige Vorschläge werden von Fachleuten als wahrscheinlich angenommen, zum Beispiel Penuti. Andere Vorschläge sind stärker umstritten, z. B. Hoka.
Abschließend sei hier eine unvollständige Liste solcher Vorschläge aufgeführt (im englischen Original):
1. Algonkian-Gulf   (= Algic+Beothuk+Gulf)
2. Aztec-Tanoan   (= Uto-Aztecan+Kiowa-Tanoan)
3. Chibchan-Paezan
4. Coahuiltecan   (= Coahuilteco+Cotoname+Comecrudan+Karankawa+Tonkawa)
5. Dene-Caucasian
6. Gulf   (= Muskogean+Natchez+Tunica)
7. Hoka-Siouan   (= Hoka+Subtiaba-Tlappanec+Coahuiltecan+Yukian+Keresan+Tunican+Iroquoian+Caddoan+Siouan-Catawba+Yuchi+Natchez+Muskogee+Timucua)
8. Macro-Carib
9. Macro-Ge
10. Macro-Mayan
11. Macro-Panoan
12. Macro-Tucanoan
13. Mosan   (= Salishan+Wakashan+Chimakuan)
14. Quechumaran
15. Takelman   (= Takelma+Kalapuyan)
16. Tunican   (= Tunica+Atakapa+Chitimacha)
17. Wappo-Yukian   (= Wappo+Yukian)
18. Yok-Utian   (= Yokutsan+Utian)

Diskussionen über die letzten Vorschläge finden sich bei Campbell (1997) und Campbell & Mithun (1979).

### Pidgins, Mischsprachen und Geschäftssprachen
1. Labrador Eskimo Pidgin (auch Labrador Inuit Pidgin)
2. Hudson Strait Pidgin
3. Greenlandic Eskimo Pidgin
4. Eskimo Trade Jargon (auch Herschel Island Eskimo Pidgin, Ship’s Jargon)
5. Mednyj Aleut (auch Copper Island Aleut, Medniy Aleut, CIA)
6. Haida Jargon
7. Chinook Jargon
8. Nootka Jargon
9. Broken Slavey (auch Slavey Jargon, Broken Slavé)
10. Kutenai Jargon
11. Loucheux Jargon (auch Jargon Loucheux)
12. Inuktitut-English Pidgin
13. Michif (auch French Cree, Métis, Metchif, Mitchif, Métchif)
14. Broken Oghibbeway (auch Broken Ojibwa)
15. Basque-Algonquian Pidgin (auch Micmac-Basque Pidgin, Souriquois)
16. Montagnais Pidgin Basque (auch Pidgin Basque-Montagnais)
17. American Indian Pidgin English
18. Delaware Jargon (auch Pidgin Delaware)
19. Pidgin Massachusett
20. Jargonized Powhatan
21. Ocaneechi
22. Lingua Franca Creek
23. Lingua Franca Apalachee
24. Mobilian Jargon (auch Mobilian Trade Jargon, Chickasaw-Chocaw Trade Sprache, Yamá)
25. Güegüence-Nicarao
26. Carib Pidgin (auch Ndjuka-Amerindian Pidgin, Ndjuka-Trio)
27. Carib Pidgin-Arawak Misch Sprache
28. Guajiro-Spanish
29. Media Lengua
30. Catalangu
31. Callahuaya (auch Machaj-Juyai, Kallawaya, Collahuaya, Pohena; Sprache der Kallawaya)
32. Nheengatu (auch Lingua Geral Amazônica, Lingua Boa, Lingua Brasílica, Lingua Geral do Norte)
33. Lingua Geral do Sul (auch Lingua Geral Paulista, Tupí Austral)

### Sprachliche Areale
Die Sprachen Amerikas können häufig in sprachliche Areale oder Sprachbünde gruppiert werden (auch Konvergenzbereiche). Die Areale, die bis jetzt bekannt sind, bedürfen weiterer Erforschung, um ihre Gültigkeit zu bestätigen und um zwischen areal bedingten und genetisch bedingten Merkmalen zu unterscheiden.
Die folgende, vorläufige Liste von sprachlichen Arealen basiert hauptsächlich auf Campbell (1997):
Nordamerika
- Plateau
- Nord-Kalifornien
- Clear Lake
- südlicher Küstenbereich
- Süd-Kalifornien–West-Arizona
- Great Basin
- Pueblo
- Plains
- Nordosten
- Südosten

Mesoamerika
Südamerika
- Kolumbien–Mittelamerika
- Venezuela–Antillen
- Anden
- Ecuador–Kolumbien
- Orinoco–Amazonas
- Amazonas (Amazonien)
- südamerikanisches Tiefland
- südlicher Kegel